# Hochschule für die Wissenschaft des Judentums

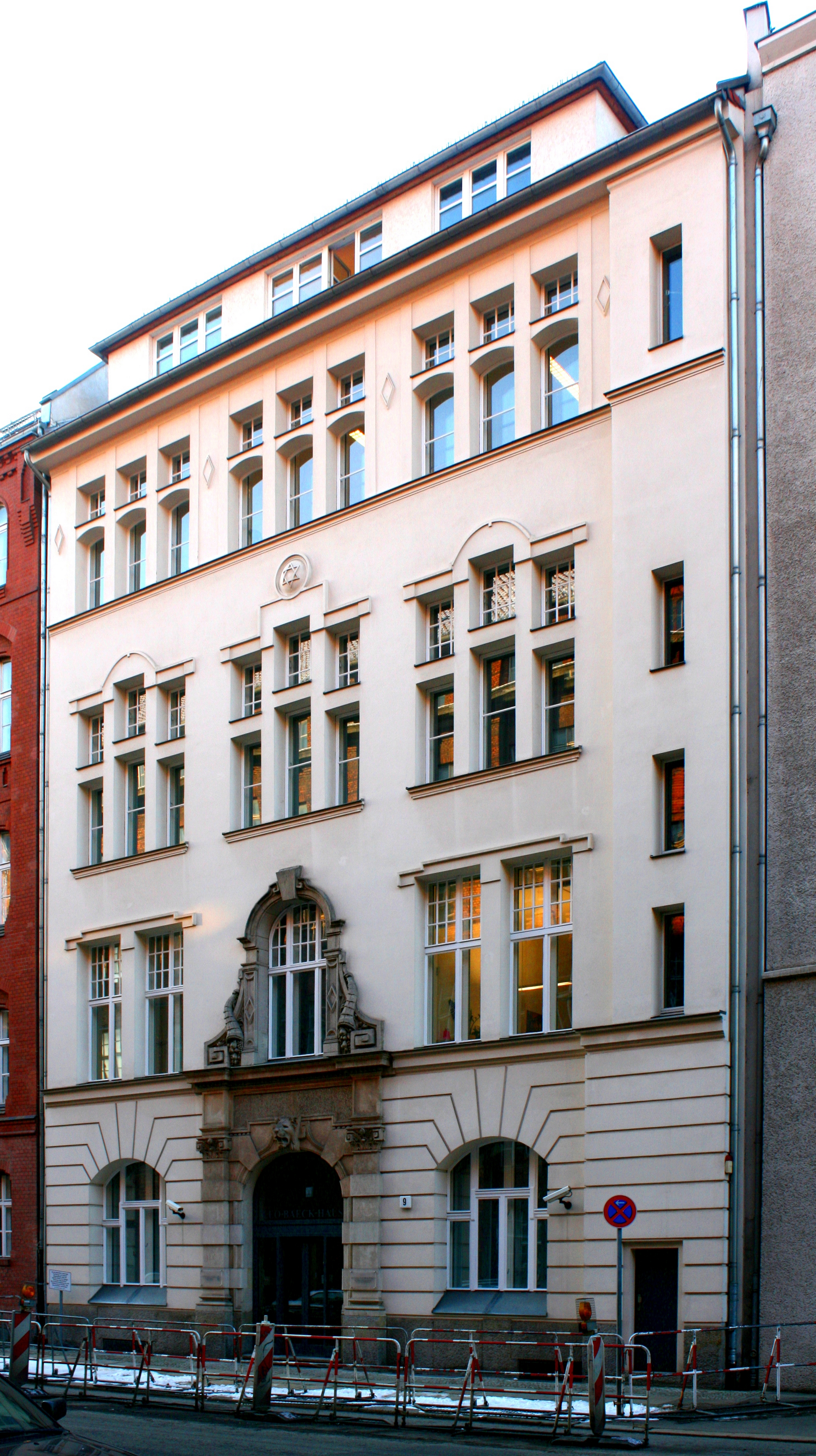
Ehemaliges Hochschulhaus in der Tucholskystraße 9

Die in Berlin ansässig gewesene Hochschule für die Wissenschaft des Judentums (HWJ) bestand als akademische Forschungs- und Studieneinrichtung von 1872 bis 1942.

## Geschichte
Die Hochschule für die Wissenschaft des Judentums wurde am 6. Mai 1872 in Berlin als unabhängige Lehranstalt zum Zwecke der Erhaltung, Fortbildung und Verbreitung der Wissenschaft des Judentums eröffnet. Zu ihren Gründungsmitgliedern gehörten Abraham Geiger, Ludwig Philippson und Salomon Neumann. Die Initiative und finanzielle Erstausstattung geht auf das Engagement des Berliner Stadtrates Moritz Meyer († 1869), welcher die Idee für die Lehranstalt hatte, sein Vermögen der Einrichtung vermachte und dessen Sohn, Paul, später im Kuratorium saß, und des Völkerpsychologen Moritz Lazarus zurück. Ein eigenes Gebäude nach dem Entwurf des Architekten Johann Hoeniger erhielt die Hochschule im Jahr 1907 in der damaligen Artilleriestraße 14, heute Tucholskystraße 9 in Berlin-Mitte.
Von 1883 bis 1922 und erneut von 1933 bis 1942 trug sie den Namen Lehranstalt für die Wissenschaft des Judentums.
Die Hochschule sollte die unparteiische, an keine religiöse Richtung gebundene wissenschaftliche Forschung und Lehre zur Grundlage haben, das Gesamtgebiet der Wissenschaft des Judentums behandeln und allen Studierenden ohne Unterschied des Glaubens und der Fakultät zugänglich sein. Aufgrund dieses Selbstverständnis fand die Hochschule ihren stärksten Partner im Centralverein, was sich auch in der gegenseitigen Beschaffung von Literatur nachweisen lässt. In der Folgezeit wurde sie aber mehr für die wissenschaftliche Ausbildung von Rabbinern und Religionslehrern ausgebaut.
Ab Juni 1923, beginnend mit dem Heft 1 (Nissan bis Siwan 5683), gab die Hochschule die welterste hebräischsprachige wissenschaftliche Zeitschrift heraus, den דְּבִיר: מְאַסֵּף עִתִּי לְחָכְמַת יִשְׂרָאֵל (Dvīr: Mə'assef ʿittī lə-Chochmat Jisra'el, deutsch ‚Dvir: Periodische Sammlung zur Weisheit Israels‘ [d. h. Wissenschaft des Judentums]), redigiert von den Hochschullehrern Ismar Elbogen, Jakob Nachum Epstein und Harry Torczyner und verlegt in Kooperation von Chaim Nachman Bialiks Berliner Hōza'at Dvīr und Jüdischem Verlag.
Berühmte Lehrer waren unter anderem Leo Baeck, David Cassel, Hermann Cohen, Ismar Elbogen, Ernst Grumach, Julius Guttmann, Leopold Lucas, Chajim Steinthal, Eugen Täubler, Naftali Herz Tur-Sinai, Max Wiener.
Zu den Schülern zählten u. a. Felix Adler, Emil Fackenheim, Abraham Joshua Heschel, Julius Jelski, Regina Jonas, Emil Kronheim, Joseph Lehmann, Alex Lewin, Samuel Poznanski (1864–1921), Solomon Schechter, Julius Cohn, Miroslav Šalom Freiberger, Leo Trepp, Martin Salomonski (1901–08) und David Selver.
Am 28. Juni 1931 eröffnete Rabbiner Leo Baeck die Akademische Gesellschaft Hausmann-Stiftung im damaligen Arendsee in der
Villa Hausmann mit dem dazu gehörigen Park als Erholungsheim, Tagungsort und Treffpunkt für jüdische Akademiker. In Form der Hausmann-Stiftung, Adresse Arendsee, Dünenstraße (heute Ostseeallee 44), wurde es durch Herta Marcuse geführt. Im Eröffnungsjahr hatte das Haus bereits 104 Gäste. Auf Grund der Forderung des NSDAP-Bürgermeisters Richard Rychlik (1908–1985) fasste die Stadtverordnetenversammlung von Arendsee 1935 den Beschluss, die bestehende Stiftung aufzulösen, da nach ihrer Auffassung kein Stiftungsgrund mehr vorgelegen habe.

## Schlussphase
Während der nationalsozialistischen Herrschaft wurden Fortbildungskurse für jüdische Sozialarbeit eingerichtet. Eine Verlegung des Institutes nach London scheiterte. Am 19. Juli 1942 wurde die Einrichtung geschlossen und die Bibliothek beschlagnahmt. Der einzig verbliebene Lehrer und Rabbiner Leo Baeck wurde 1943 zusammen mit den restlichen Studenten ins Konzentrationslager Theresienstadt deportiert. Regina Jonas, die an der Hochschule zur Religionslehrerin und in Folge zur ersten Rabbinerin ausgebildet worden war, war bereits am 6. November 1942 zusammen mit ihrer Mutter nach Theresienstadt deportiert worden.

## Nachgeschichte und Situation seit den 1990er Jahren
Da es nach der Schließung der Hochschule keine westeuropäische Rabbinerausbildungsstätte mehr gab, wurde 1956 das Leo Baeck College in London gegründet. Gründungsdirektor war der Absolvent der Hochschule, der Rabbiner Werner van der Zyl aus Berlin. Die ersten Dozenten waren Lehrer der Hochschule, wie Rabbiner Leo Baeck, Rabbiner Ignaz Maybaum, Arjeh Dörfler oder Ellen Littmann. Die erste Bibliothekarin, J. Dörfler, war eine ehemalige Bibliothekarin der Hochschule.
Das ehemalige Hochschulhaus in der Tucholskystraße 9 wurde vom Zentralrat der Juden in Deutschland erworben und am 19. April 1999 als Leo-Baeck-Haus eröffnet. Es dient dem Zentralrat als Sitz.
1979 wurde die Hochschule für Jüdische Studien Heidelberg in Trägerschaft des Zentralrates der Juden in Deutschland gegründet, die heute die europaweit größte Einrichtung ihrer Art ist und über ein eigenes Promotionsrecht verfügt. Sie bietet jüdischen wie nichtjüdischen Studierenden verschiedene wissenschaftsorientierte und gemeindebezogene Bachelor- und Masterprogramme einschließlich Staatsexamensstudiengängen für Jüdische Religionslehre an.
1999 wurde für die Ausbildung liberaler Rabbiner das Abraham-Geiger-Kolleg an der Universität Potsdam gegründet. Es erhielt Teile der Bibliothek Leo Baecks, die 2006 der Familie restituiert worden waren. Am 14. September 2006 wurden die ersten drei Rabbiner in Deutschland seit der Shoa in der Neuen Synagoge Dresden ordiniert.

## Akademie für die Wissenschaft des Judentums
Neben der Hochschule (bzw. Lehranstalt) für die Wissenschaft des Judentums gab es die ebenfalls in Berlin als freie Stätte der Forschung gegründete Akademie für die Wissenschaft des Judentums, die auf Initiative Hermann Cohens, angeregt durch Franz Rosenzweigs Schrift Zeit ist's, zustande kam. Im Februar 1919 hatten sich dreißig der prominentesten jüdischen Persönlichkeiten, darunter Albert Einstein, Ernst Cassirer, Ismar Elbogen, Oscar Wassermann, August von Wassermann, Jacob Goldschmidt und Max Apt, in der Wohnung des Gynäkologen Leopold Landau getroffen, um die Gründung dieser Akademie zu beschließen. Die Eröffnung der Akademie erfolgte dann im Mai 1919. Sie existierte bis 1934 und startete mit den Sektionen: Talmud – Allgemeingeschichte – Literaturgeschichte – Philosophie – Statistik und Wirtschaftskunde. Innerhalb dieser Akademie gab es ein Forschungsinstitut; Fritz Bamberger war einer seiner bekannten Forscher. Erster Direktor war Eugen Täubler. Nach dessen Berufung an die Universitäten Zürich im Jahr 1922 wurde er von Julius Guttmann abgelöst.
Eine weitere jüdische Lehranstalt war die aus dem Nachlass von Veitel Heine Ephraim 1783 gegründete Veitel Heine Ephraimsche Lehranstalt, die sich, ebenfalls in Berlin, dem Studium des Talmud und der jüdischen Wissenschaft widmete. Ihre Schließung erfolgte gegen Ende der 1920er Jahre.